# Bolschakowskoje
Bolschakowskoje (russisch Большаковское, deutsch Leidtkeim) ist ein Ort in der russischen Oblast Kaliningrad (Gebiet Königsberg (Preußen)). Er liegt im Rajon Bagrationowsk (Kreis Preußisch Eylau) in der Gwardeiskoje selskoje posselenije (Landgemeinde Gwardeiskoje (Mühlhausen)).

## Geographische Lage
Bolschakowskoje liegt fünf Kilometer nördlich von Bagrationowsk (Preußisch Eylau) an der alten russischen Regionalstraße 27A 017 (ex A195, frühere deutsche Reichsstraße 128) kurz vor der Wiedereinmündung der neuen 27A-017 (Umfahrung Bagrationowsk) in Richtung Gwardeiskoje (Mühlhausen) – Kaliningrad (Königsberg). Bahnanschluss besteht über Bagrationowsk, dem Endpunkt einer von Kaliningrad kommenden Bahnstrecke (ehemalige Ostpreußische Südbahn).

## Geschichte
Die einst Leidtkeim genannte Landgemeinde wurde 1874 in den Amtsbezirk Henriettenhof – ab 1928 Amtsbezirk Althof (heute russisch: Orechowo) – im Landkreis Preußisch Eylau im Regierungsbezirk Königsberg der preußischen Provinz Ostpreußen eingegliedert. 1910 zählte das Dorf 73 Einwohner.
Am 1. Oktober 1928 gab Leidtkeim seine Eigenständigkeit auf und wurde in die Landgemeinde Schmoditten (heute russisch: Rjabinowka) eingemeindet.
Als Kriegsfolge wurde Leidtkeim 1945 mit dem nördlichen Ostpreußen in die Sowjetunion eingegliedert und erhielt 1946 die Bezeichnung „Bolschakowskoje“. Bis zum Jahr 2009 war der Ort in den Orechowski sowjet (Dorfsowjet Orechowo (Althof)) eingegliedert und ist seither – aufgrund einer Struktur- und Verwaltungsreform – eine als „Siedlung“ (russisch: possjolok) eingestufte Ortschaft innerhalb der Gwardeiskoje selskoje posselenije (Landgemeinde Gwardeiskoje (Mühlhausen)) im Rajon Bagrationowsk.

## Kirche
Mehrheitlich war die Bevölkerung Leidtkeims vor 1945 evangelischer Konfession. Der Ort war in das Kirchspiel Schmoditten (heute russisch: Rjabinowka) eingepfarrt und gehörte zum Kirchenkreis Preußisch Eylau (Bagrationowsk) innerhalb der Kirchenprovinz Ostpreußen der Kirche der Altpreußischen Union. Der letzte deutsche Geistlicher war Pfarrer Max Kuehnert.
Heute liegt Bolschakowskoje im Einzugsbereich der evangelisch-lutherischen Dorfkirchengemeinde in Gwardeiskoje (Mühlhausen). Sie ist eine Filialgemeinde der Auferstehungskirche in  Kaliningrad (Königsberg) und gehört zur Propstei Kaliningrad der Evangelisch-Lutherischen Kirche Europäisches Russland (ELKER).